# Castello Pellegrino
Castello Pellegrino (in francese Château Pèlerin) è stata una delle fortificazioni templari più importanti della Terra Santa. È situata su una sporgenza di Atlit, nella costa settentrionale d'Israele e, iniziato a costruire nel 1218, dovette essere abbandonato nel 1291 dopo la presa di San Giovanni d'Acri, senza però essere mai conquistato.
Il castello era sotto il controllo dei Cavalieri Templari e non fu mai conquistato per la sua eccellente posizione, le sue eccezionali difese e la sua capacità di essere rifornito via mare. Fu assediata nel 1220 dagli Ayyubidi, sotto il comando di al-Malik al-Mu'azzam. Fu assediata dai mamelucchi sotto il sultano Baybars nel 1265, durante la quale fu distrutto l'abitato esterno. Con la caduta di Acri e il definitivo crollo del regno di Gerusalemme da parte dei mamelucchi sotto il sultano Al-Ashraf Khalil, i Templari persero il loro ruolo principale di difesa della Terra santa e la sicurezza dei pellegrini verso i Luoghi Santi. Il castello poteva ora essere rifornito solo via mare e fu per questo evacuato tra il 3 e il 14 agosto 1291.

## Descrizione

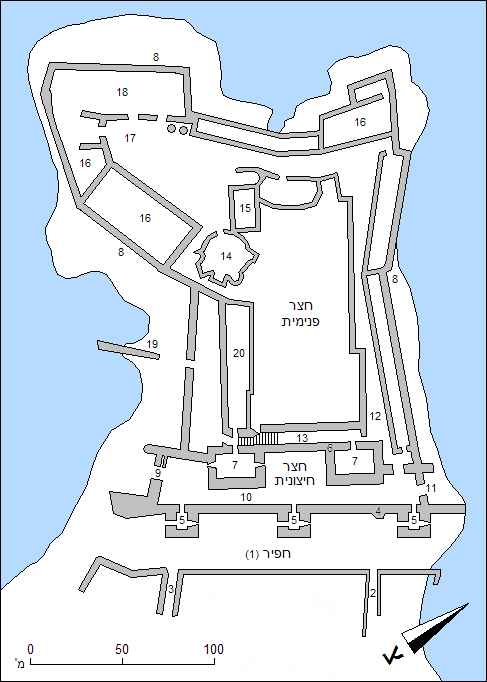
Planimetria del castello

Il castello fu costruito su un promontorio, con due mura principali che lo tagliavano dal paese circostante. Il muro esterno era di circa 15 m di altezza e 6 di spessore, con tre torri quadrate situate a circa 44 m di distanza e sporgenti di 12. Di fronte scorreva un fossato scavato a livello del mare nella roccia. Il muro interno era alto circa 30 m per 12, con due torri quadrate, alte 34 m. L'altezza maggiore del muro interno consentiva ai difensori di attaccare bersagli oltre il primo muro, consentendo una maggiore protezione. Parte del progetto del castello includeva un porto protetto sul lato sud del promontorio. Aveva anche tre riserve d'acqua al suo interno. Il castello fu in grado di sostenere fino a 4000 truppe durante un assedio, come fece nel 1220. La città di Atlit si sviluppò all'esterno del castello e fu successivamente fortificata. La posizione del castello dominava la rotta costiera nord-sud, e la campagna circostante permettendo di ricavare entrate da pedaggi e affitti; oltre a fornire protezione ai pellegrini. Il castello ha probabilmente preso il nome dai pellegrini che si sono offerti volontari durante la costruzione. C'è un grande cimitero crociato (80 × 100 m) a nord del castello, sulla spiaggia, contenente centinaia di tombe, alcune con lapidi intagliate.